# Érd (distrikt)
Érd är ett distrikt i Ungern. Det ligger i provinsen Pest, i den centrala delen av landet, sydväst om huvudstaden Budapest.